# Fabio Calzavara
 (mai 2019).
Si vous disposez d'ouvrages ou d'articles de référence ou si vous connaissez des sites web de qualité traitant du thème abordé ici, merci de compléter l'article en donnant les références utiles à sa vérifiabilité et en les liant à la section « Notes et références ».
Fabio Calzavara (né le 21 septembre 1950 à Istrana dans la province de Trévise en Vénétie et mort le 28 mai 2019 à Moscou) est un homme d'affaires et un homme politique italien.

## Biographie
Fabio Calzavara est membre fondateur de la « Ligue vénète » (1980), mouvement politique fédéraliste, dont le siège est à Padoue.
De 1982 à 1986, il est membre du conseil de direction de l'Union européenne fédéraliste (UEF) dont le siège est à Zurich en Suisse.
Il est par ailleurs, conseiller national pour Venise de l'Association libre des entrepreneurs autonomistes (ALIA) (1993-1994, puis du mouvement Libres entrepreneurs fédéralistes européens (1995-1997.
Élu député lors de la XIIIe législature (1996-2001), Fabio Calzavara préside le groupe III de la Commission des Affaires étrangères de la Chambre des députés. Il est également membre de la 1re Grande commission interparlementaire Russie-Italie de 1997 à 2001).
En 1998, il est cofondateur de la Fondation pour le soutien de la petite et moyenne entreprise, dont le siège est à Moscou
En 2003-2004, il est conseiller indépendant auprès du Parlement européen et de la Commission européenne à Bruxelles.
Dans le domaine local, il a été élu administrateur public dans les administrations locales: conseiller provincial de la province de Trévise (1985-1990), conseiller municipal de Montebelluna (1987-1991), puis conseiller municipal de Mel (Belluno) (1994-1998).
En décembre 2000, malgré l’embargo imposé à l’Irak, il a participé au premier vol humanitaire Paris-Bagdad, organisé par l'Abbé Pierre et le père Jean-Marie Benjamin, avec un certain nombre de personnalités du monde de la politique (parlementaires, députés, sénateurs, ambassadeurs), de la culture, des religions, d’organisations internationales, ONG, artistes et journalistes provenant de divers pays européens (France, Italie, Suisse, Pays-Bas et Royaume-Uni).
Le 25 janvier 2001, Fabio Calzavara figure parmi les 25 parlementaires italiens signataires de l'appel en faveur de l'attribution du prix Nobel de la paix 2001 à Li Hongzhi, fondateur du mouvement Falun Gong.